# تجزیه و تحلیل تصمیم
تجزیه و تحلیل تصمیم یا تحلیل تصمیم‌گیری یا تحلیل تصمیم (به انگلیسی: Decision Analysis (DA)) رشته‌ای مرکب از فلسفه، نظریه، روش‌شناسی، و عملیات حرفه‌ای است که زیر شاخه‌ای از تحقیق در عملیات محسوب می‌شود.
تحلیل تصمیم گیری شاخه‌ای بین رشته‌ای حاصل مشارکت اقتصاددانان و آماردانان، فیلسوفان، روانشناسان شناختی و ریاضیدانان است که به ارائهٔ رویه‌ای رسمی برای تصمیمات مهم می‌پردازد. تحلیل تصمیم شامل رویه‌ها، روش‌ها، و ابزارهای بسیاری برای تعریف، بیان واضح، و ارزیابی رسمی جنبه‌های مهم یک تصمیم به منظور توصیهٔ رفتاری و اقدامی است که اصل حداکثرسازی مطلوبیت مورد انتظار تصمیم را برآورده سازد و صورت و بینشی رسمی و توصیه ای از تصمیم به اشخاص حقیقی و حقوقی و ذینفعان ارائه می‌دهد.
تصمیم گیری چند‌ معیاره(MCDM یا MCDA)، تصمیم گیری چند هدفه (MODM)، تصمیم گیری چند شاخصه(MADM)، تحلیل پوششی داده‌ها، درختان تصمیم و ماتریس های تصمیم گیری و فرآیند سلسله مراتبی تحلیل(AHP) همگی زیر مجموعه‌های تحلیل تصمیم گیری هستند.

## تاریخچه
در سال 1931، فیلسوف ریاضیدان و اقتصاددان، فرانک رمزی، ایده احتمال ذهنی را به عنوان نماینده‌ای از باورها یا عدم قطعیت های یک فرد مطرح کرد.
سپس، در دهه 1940، جان فون نویمان، ریاضیدان و اسکار مورگنسترن، اقتصاددان، مبنایی بدیهی را برای نظریه مطلوبیت به عنوان راهی برای بیان ترجیحات افراد نسبت به نتایج نامطمئن ایجاد کردند.
(این در تضاد با نظریه انتخاب اجتماعی است که به مشکل استنتاج ترجیحات گروهی از ترجیحات فردی می پردازد.) لئونارد جیمی ساوج، آماردان، در اوایل دهه 1950 چارچوب بدیهی دیگری را برای تجزیه و تحلیل تصمیم ایجاد کرد و تئوری مطلوبیت مورد انتظار به دست آمده یک مبنای بدیهی کامل برای تصمیم گیری در شرایط عدم قطعیت فراهم می کند.
هنگامی که این پیشرفت‌های نظری اساسی ایجاد شد، روش‌های تحلیل تصمیم بیشتر مدون و رایج شدند و به طور گسترده تدریس شدند (مثلاً در دانشکده‌های بازرگانی و بخش‌های مهندسی صنایع). یک متن مقدماتی مختصر و بسیار قابل دسترس در سال 1968 توسط نظریه پرداز تصمیم گیری هاوارد رایفا از دانشکده بازرگانی هاروارد منتشر شد. متعاقباً، در سال 1976، رالف کینی و هاوارد رایفا، مبانی نظریه مطلوبیت را برای ارائه یک روش جامع برای مدیریت تصمیمات شامل مبادله بین اهداف چندگانه گسترش دادند. سپس در سال 1977، ران هوارد، استاد مهندسی از دانشگاه استنفورد و تحلیلگر تصمیم، جیم متسون، مجموعه‌ای از خوانش‌های مربوط به تجزیه و تحلیل تصمیم‌گیری را منتشر کردند؛ که در سال 1984 به مجموعه‌ای دو جلدی تبدیل شد. کتاب‌های درسی بعدی و پیشرفت‌های اضافی در زیر در بخش مطالعه بیشتر مستند شده‌اند.
اگرچه تجزیه و تحلیل تصمیم ذاتاً بین رشته ای است (شامل مشارکت ریاضیدانان، فیلسوفان، اقتصاددانان، آماردانان و روانشناسان شناختی)، از لحاظ تاریخی به عنوان شاخه ای از تحقیقات عملیاتی در نظر گرفته شده است.  در سال 1980، انجمن تجزیه و تحلیل تصمیم به عنوان یک گروه مورد علاقه ویژه در انجمن تحقیقات عملیات آمریکا (ORSA) تشکیل شد که بعداً با موسسه علوم مدیریت (TIMS) ادغام شد و به موسسه تحقیقات عملیات و علوم مدیریت (INFORMS) تبدیل شد. از سال 2004، INFORMS یک مجله اختصاصی برای این موضوعات به نام تجزیه و تحلیل تصمیم منتشر کرد .
به دنبال این تحولات دانشگاهی، تجزیه و تحلیل تصمیم نیز به یک رشته حرفه ای بالغ تبدیل شده است. این روش از اواخر دهه 1950 برای حمایت از تصمیم‌گیری تجاری و سیاست عمومی استفاده شده است.  برنامه های کاربردی از 1990-2001 در شماره افتتاحیه تحلیل تصمیم بررسی شد. تجزیه و تحلیل تصمیم به طور گسترده ای در صنعت داروسازی و صنعت نفت و گاز پذیرفته شده است، زیرا هر دو صنعت به طور مرتب نیاز به تصمیم گیری های پرخطر بزرگ دارند (مانند سرمایه گذاری در توسعه یک داروی جدید یا خرید عمده).

## روش‌شناسی
چارچوب‌بندی، بخش اصلی تجزیه و تحلیل تصمیم است که بر توسعه یک بیانیه فرصت (چه چیزی و چرا)، شرایط مرزی، معیارهای موفقیت، سلسله مراتب تصمیم، جدول استراتژی و موارد اقدام تمرکز دارد.  گاهی اوقات اعتقاد بر این است که استفاده از تحلیل تصمیم همیشه مستلزم استفاده از روش های کمی است.  با این حال، در واقعیت، بسیاری از تصمیمات را می توان با استفاده از ابزارهای کیفی که بخشی از جعبه ابزار تحلیل تصمیم هستند، مانند تفکر متمرکز بر ارزش، بدون نیاز به روش های کمی اتخاذ کرد.
به منظور ارائهٔ تصویری از مسائل تحلیل تصمیم، به‌طور معمول از نمودارهای تأثیر و درخت تصمیم استفاده می‌شود. این دو ابزار، راه‌حل‌های مختلف برای مسائل را در اختیار تصمیم‌گیرنده قرار می‌دهند تا در شرایط عدم اطمینان، با ارزیابی خود راه‌حلی متناسب با اهداف خود را برگزیند. عدم اطمینان به صورت احتمالات در تصمیم‌گیری لحاظ می‌شود. تحلیل تصمیم به‌طور عمده در شرکت‌های سرمایه‌گذاری بکار گرفته می‌شود.  آنها همچنین می توانند اساس یک مدل کمی را در صورت نیاز تشکیل دهند. برای مثال، روش‌های کمی برای انجام استنتاج بیزی و شناسایی تصمیم‌های بهینه با استفاده از نمودارهای تاثیرات که در دهه 1980 توسعه یافتند، و اکنون در نرم‌افزار گنجانده شده‌اند.
در یک مدل تحلیل تصمیم کمی، عدم قطعیت ها از طریق احتمالات نشان داده می شوند - به طور خاص، احتمالات ذهنی.  نگرش تصمیم گیرنده به ریسک با توابع مطلوبیت نشان داده می شود، و نگرش به مبادله بین اهداف متضاد را می توان با استفاده از توابع ارزش چند معیاره  یا توابع مطلوبیت چند معیاره (در صورت وجود ریسک) بیان کرد.  (در برخی موارد، توابع سودمندی را می توان با احتمال دستیابی به یک سطح آرزوی نامشخص یا «هدف» جایگزین کرد.) بر اساس بدیهیات تحلیل تصمیم، بهترین تصمیم برای انتخاب تصمیمی است که پیامدهای آن داشته باشد.  حداکثر مطلوبیت مورد انتظار (یا این که احتمال دستیابی به سطح آرزوی نامشخص را به حداکثر می رساند).
گاهی اوقات فرض می شود که تجزیه و تحلیل تصمیم کمی را می توان فقط برای عواملی که به راحتی اندازه گیری می شوند (به عنوان مثال، در واحدهای طبیعی مانند دلار) اعمال کرد.  با این حال، تجزیه و تحلیل کمی تصمیم گیری و روش های مرتبط، مانند اقتصاد اطلاعات کاربردی، می تواند حتی برای عوامل به ظاهر نامشهود نیز اعمال شود.